# Juan Carlos Navarro (homme politique)
Pour le joueur de basket, voir Juan Carlos Navarro.
Pour les articles homonymes, voir Navarro (homonymie).
Juan Carlos Navarro Quelquejeu est un homme politique panaméen, homme d'affaires et environnementaliste né à Panama City le 19 octobre 1961.

## Carrière professionnelle
Après avoir obtenu un baccalauréat en géographie au Dartmouth College en 1983 il obtient une maîtrise en politique publique de l'Université Harvard en 1985.
En 1985, il crée l'Association Nationale pour la Protection de l'Environnement (ANCON) et en devient son premier Directeur Général. Cet organisme à but non lucratif deviendra l'une des premières instances de protection de l'environnement à Panamá et en Amérique Latine.
En 1994 il est sélectionné par le magazine Time comme étant l'un des 100 jeunes leaders les plus prometteurs au monde et en 1999 par la même revue et la chaine CNN comme étant l'un des leaders Sud Américains pour le prochain millénaire. Juan Carlos Navarro est aussi considéré comme le plus grand défenseur écologique du Panama.
De 1995 à 1999, il est nommé par le Président de la République du Panama Ernesto Pérez-Balladares en tant que premier Ambassadeur Écologique afin de promouvoir la création et exécution de la politique de protection environnementale nationale et international.
En 1998, il reçoit la Bourse Interaméricaine de Sauvegarde del'Environnement du Centre de Développement Economique Durable de la Fondation MacArthur et du Nature Conservancy.
Il est l'auteur du livre « Les Parcs Nationaux de Panama », édité à Madrid en 1998. C'est le premier écrit concernant les parcs et réserves naturelles de Panama. Il est nommé à deux reprises Conseiller Régional pour l'Amérique Latine par l'Union Mondiale pour la Protection de l'Environnement (UICN) en 1990 puis en 1994 à Gland en Suisse, à ce titre, il devient le premier conseiller panaméen et le plus jeune élu à ce poste.

## Carrière Politique
Le 2 mai 1999, il est élu maire de Panamá City pour un mandat de 5 ans. En 2004 il est réélu avec 60% des voix. En 2002 il devient le second vice-président du Parti révolutionnaire démocratique (PRD).
En 2008, il se présente en tant que candidat pour le PRD, pour l'élection présidentielle de la République de Panama, mais il est battu par Ricardo Martinelli qui sera le futur président du Panama. Représentant toujours le PRD, il est à nouveau candidat au poste de vice-président de la République aux élections de 2009. Il devint le Secrétaire Général du PRD, principal parti politique du pays de 2012 à 2014.
En 2013, il est élu candidat à la Présidence du PRD après avoir gagné 94% du vote au premier tour des élections du parti et occupe la troisième place aux élections générales à la Présidence du pays avec 28% des voix,,. Il est aussi l'auteur de l'ouvrage « Voix de ma Vie », en 2014.

## Homme d'affaires
Navarro est le créateur et Président Directeur General de l´Entreprise Nationales d´Énergie solaire, créée en 2015. Il est à ce titre le Président Fondateur de la Chambre Panaméenne d´Énergie Solaire (2016),,; membre du Conseil JIE de la Corporation Rand de 2015 à 2017 et actuellement directeur de plusieurs entreprises privées de Panama.